# Giovanni Forlenze

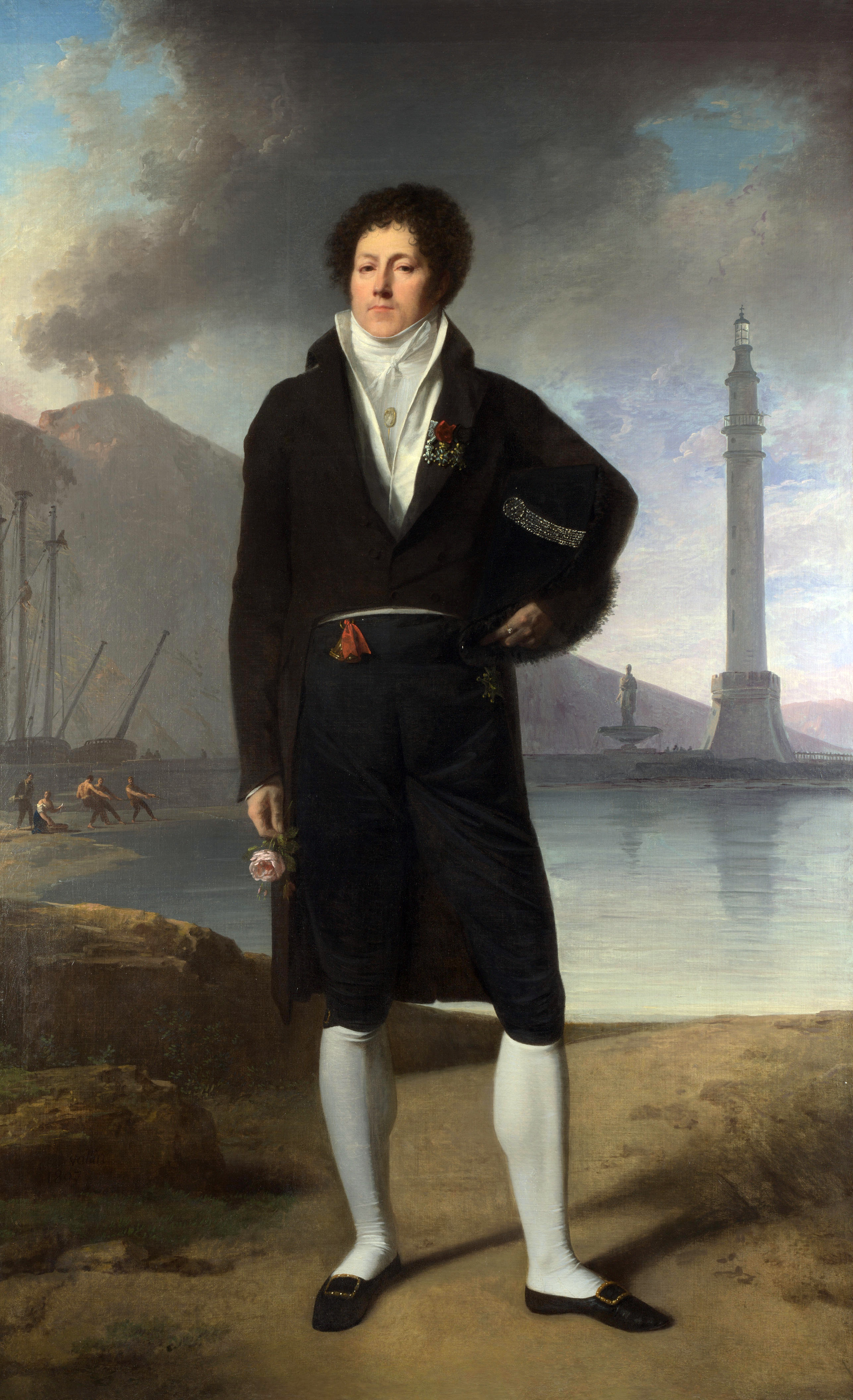
Giuseppe Forlenze

Giuseppe Forlenze (Giuseppe Nicolo’Leonardo Biagio Forlenza) (Picerno, 3 de febrero de 1757 - Paris, 18 de julio de 1833) fue un oftalmólogo italiano.
Se formó en Francia bajo la dirección del cirujano Pierre Joseph Desault. Fue nombrado en 1799 oftalmólogo de Los Inválidos, donde efectuó un gran número de cirugías, y restituyó la visión por medios quirúrgicos, operando de cataratas a Jean Étienne Marie Portalis, ministro de los cultos, y al poeta Ponce-Denis Écouchard-Lebrun, quien le dedicó un verso en su oda Les conquêtes de l’homme sur la nature.
Su publicación  Consideraciones sobre la operación de la pupila artificial, publicada en 1805, es considerada una obra importante en su época. Forlenze murió en 1833, a causa de una apoplejía.